# 麥當勞相關爭議

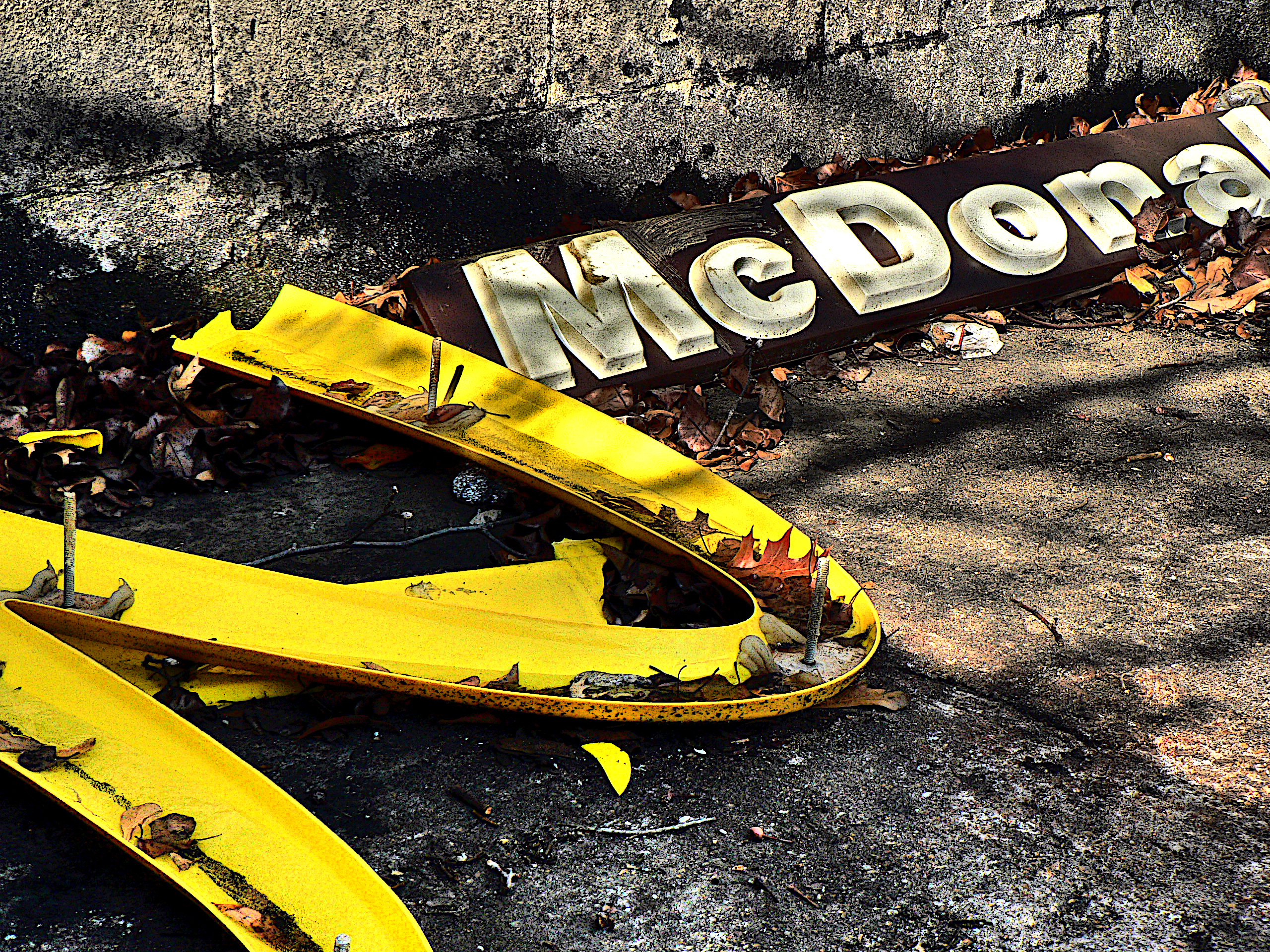
損毀的麥當勞標誌

麥當勞是世界上最大的快速食物連鎖店，但也是遭受最多批評和引發最多糾紛的國際速食餐飲集團之一。

## 全球範圍性
1. 農業生產及工業處理食品過程中環境破壞。
2. 針對兒少族群進行廣告及宣傳。
3. 可能導致小兒性早熟或突變：調查指出，這些速食除了缺乏一般人所需營養價值外，肉類内賀爾蒙還可能讓男性長出女性乳房。
4. 製造包装廢料：在90年代香港麥當勞，對於餐廳內較高單價產品（如：麥香魚與大麥克）使用發泡盒材料進行包裝，雖然後續盡可能改成可回收紙作為包材，或採用較薄包材，但在世界其他地区，這問題從來沒有被當地政府及管理單位所重視。
5. 關於反式脂肪法律問題：2002年9月，麥當勞自行宣布從2003年9月起減少食物中反式脂肪含量。但是使用油量仍然不變，结果引起訴訟，原告宣稱麥當勞在没有改變使用油量情况下，並没有主動告知大眾。因为在那段時間，發現某些食物的反式脂肪含量過高，曾要求提出改善（當時1份麥當勞大薯條含8克反式脂肪）。但後来因BanTransFats.com[1] 和一間私人團體要求麥當勞以後在油量沒有改變時，必須主動告知大眾，麥當勞答應後此訴訟也就和解了。麥當勞也捐出7百萬美金給美國心臟學會去做反式脂肪大眾教育宣導[2]。

## 美國

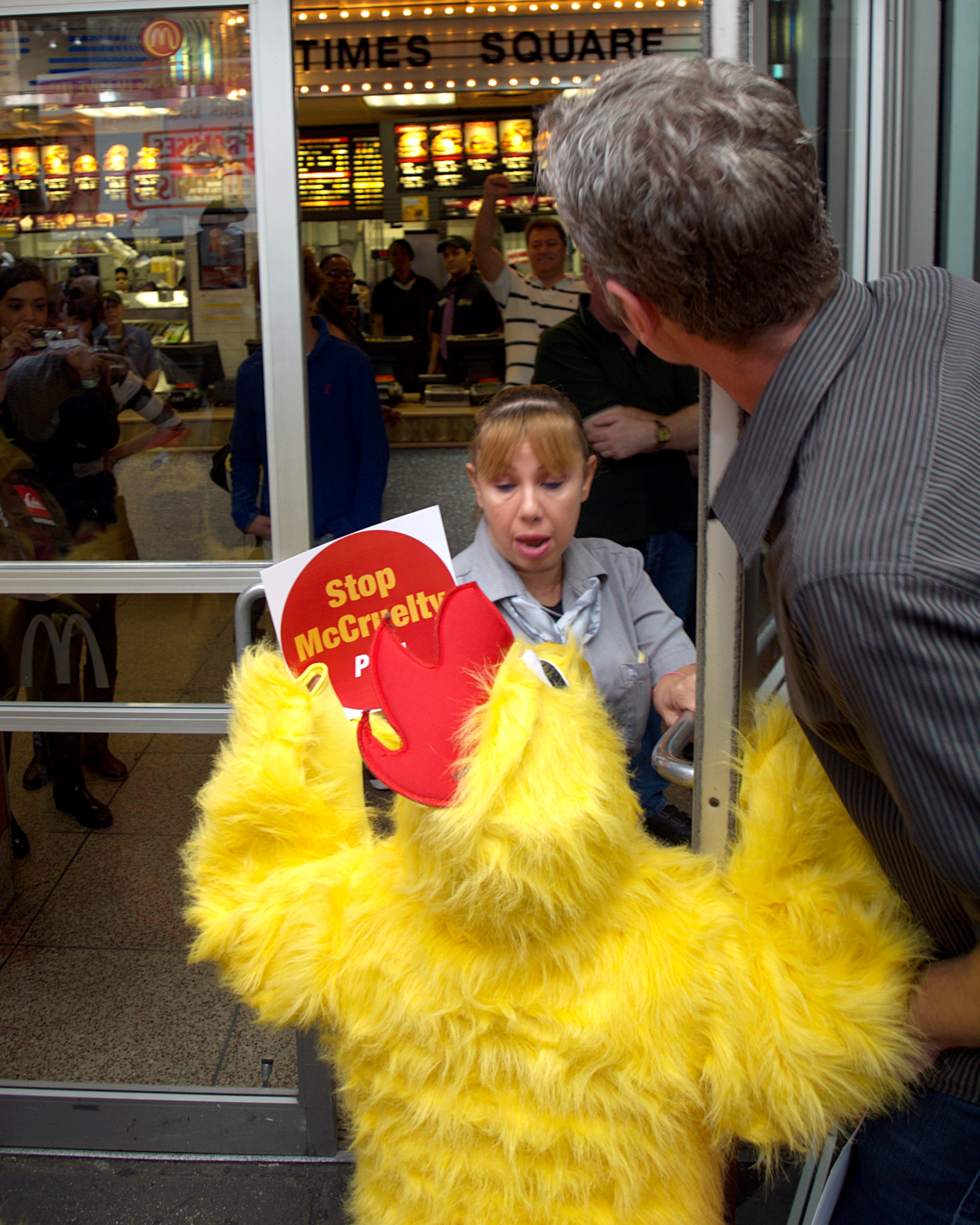
扮成雞的抗議者意圖衝入時代廣場麥當勞分店

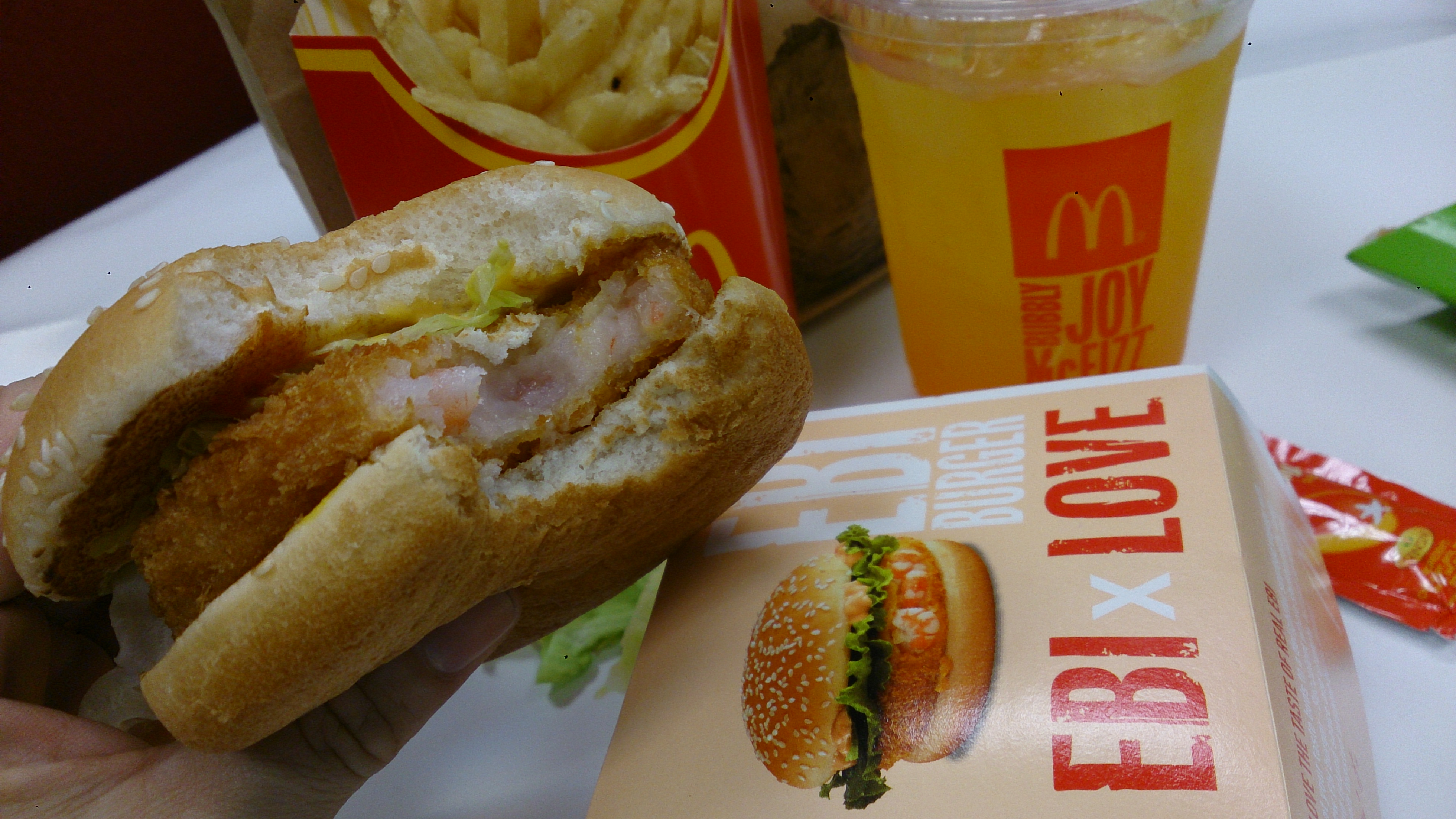
食品中的反式脂肪爭議

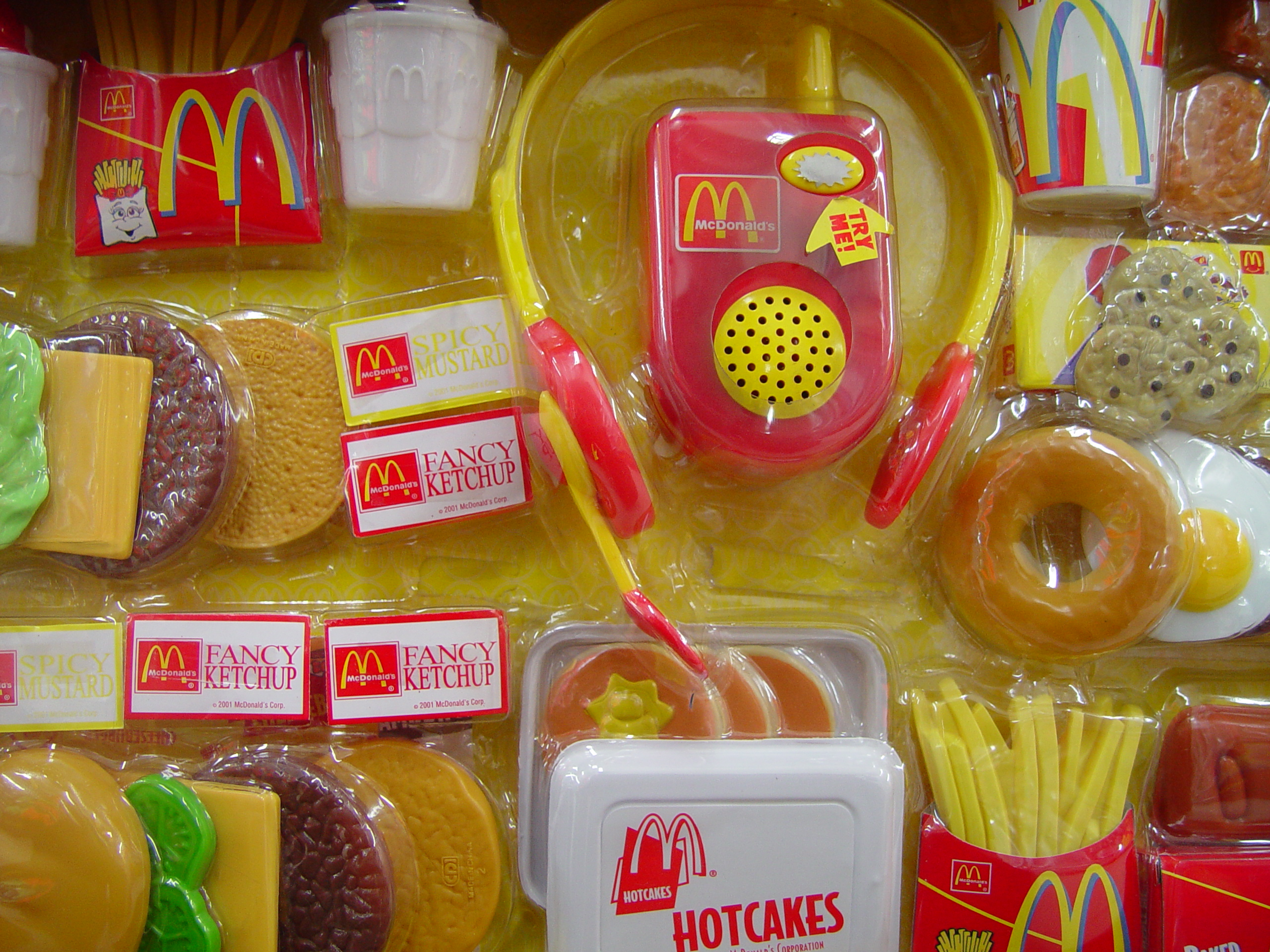
利用玩具引誘兒童吃垃圾食品爭議

1. 出售不健康食品：麥當勞餐點內不少食物都含有高脂肪或高热量，菜單內並沒有為素食者作考量，導致食用者因長期食用而肥胖。2005年，美國有個組織指控麥當勞在炸薯條過程中使用一種致癌物丙烯酰胺[3]。
2. 使用氨水處理過的牛肉：俗稱粉紅泥，美國麥當勞於2012年2月12日宣布，在美國地區停止使用被稱為「粉紅泥」的原料來製作漢堡肉餅，但世界其他地區麥當勞沒有公布此規定。
3. 可能導致小兒性早熟或突變：調查指出，這些速食除了缺乏一般人所需營養價值外，肉類内賀爾蒙還可能讓男性長出女性乳房。
4. 美國媒體曾爆出麥當勞麥香雞成分檢驗出石油化學物質[4]。
5. 2013年4月24日，經臺灣蘋果日報報導披露，美國一名猶他州男子David Whipple在1999年7月7日買了一個麥當勞漢堡與一個吉士漢堡放在外套口袋裡，2001年時，經過兩年後，妻子發現外套裡的兩個漢堡竟然沒有壞，兩人當時繼續實驗，結果放置十四年，除酸黃瓜等蔬菜消失外，其餘幾乎完好如初。

## 歐洲
1. 使用氨水處理過的牛肉：俗稱粉紅泥，美國麥當勞於2012年2月12日宣布，在美國地區停止使用被稱為「粉紅泥」的原料來製作漢堡肉餅，但世界其他地區麥當勞沒有公布此規定。
2. 可能導致小兒性早熟或突變：調查指出，這些速食除了缺乏一般人所需營養價值外，肉類内賀爾蒙還可能讓男性長出女性乳房。
3. 使用食用基因改造飼料的肉雞：2014年，麥當勞公開承認，在歐洲地區使用的肉雞食用了基因改造飼料，引起輿論譁然。

### 英國
1. 麥當勞曾因商標有許多蒸汽或訴訟。麥當勞曾透過法律行動要求只要商標含有曾“Mc”或“Mac”的餐飲公司除去此字。其中一个值得关注案件是，麦当劳曾控告一间已建立超过一个世纪的苏格兰咖啡厅拥有者，只因为其名字为McDonald。[來源請求]
2. 麥當勞也提出很多毀謗訴訟。其中，1990年英國一樁著名案件後來被稱為「麥當勞誹謗案」（McLibel），成為當地最長誹謗官司及民事訴訟，麥當勞指控倫敦一群環保人士製作並散發批評麥當勞傳單內容誹謗，案件前後歷時15年，被告人初審敗訴，最後他們在2004年告上歐洲人權法庭，指英國審訊違反《歐洲人權公約》，法庭裁定有關審訊違反《公約》保障公平審訊和言論自由條文（第六條和第十條），並促使英國修改有關誹謗法例[5]。
3. 2001年，英國倫敦的一間餐廳，因非法雇用童工和讓兒童工時過長，被英國政府罰款12,400元英镑。此罰款被認為是關於公司違反兒童工作法中最大罰款之一。
4. 麥當勞對Helen Steel及Dave Morris兩人發出毀謗控訴，官司進行2年半，最後雖然麥當勞勝訴，但官司同時也影響麥當勞品牌形象，而審理案件法官也承認兩名被告人批評麥當勞言論中，部份内容為真實。
5. 在苏格兰，一间由家族经营过100年小餐厅，被控侵犯麦当劳商标。[來源請求]
6. 另一起案件，麥當勞入禀禁止麦当劳叔叔原创者以麦当劳叔叔形象作任何表演。
7. 有一起案件，麥當勞指英國華人開設名為“麥克中國”（McChina）的中國餐館侵犯他們品牌商標，此案件最後判麥當勞敗訴，法官指責麥當勞企圖霸佔全部以“Mc”為開頭的字母標題的使用權。
8. 2023年爆發＃MeToo風暴，數百名員工指控職場性騷擾、霸凌以及主管利用職權性侵等事件，相關問題被長期漠視，受害者甚至包含未成年人。在《BBC》掌握的133件指控中，有78起性騷擾、31件性侵犯、18件涉及種族主義、6件恐同歧視行為。[6][7]報導刊出後，英國麥當勞成立新的部門來處理投訴，而英國平等監督機構更收到300起騷擾事件的通報。直到2025年1月，有700多名員工提起集體訴訟。[8]

## 亞洲
1. 以低廉工資壓榨劳工：此狀況出現在香港、台灣、中國大陸，麥當勞在全球多個地區成為低薪工作代名词。
2. 使用氨水處理過的牛肉：俗稱粉紅泥，美國麥當勞於2012年2月12日宣布，在美國地區停止使用被稱為「粉紅泥」的原料來製作漢堡肉餅，但世界其他地區麥當勞沒有公布此規定。

### 中國大陸
1. 使用食用转基因饲料的肉鸡：中国大陸的麦当劳方面依然未对此事进行正式回应[9]。
2. 疑似违规使用石油化学物质：美国媒体曾曝出麦当劳麦乐鸡中检出石油化学物质。随后，中國国家药监局对样品进行检测，属合格[4]。
3. 播出广告下跪镜头引发争议：2005年6月，麥當勞在中國大陸播出一段名為《討債篇》30秒廣告[10]，廣告播出後，隨即受到批評，片中意指中國人要向麥當勞下跪，指麥當勞侮辱中國人。迅速引發網民抵制行動，要求麥當勞滾出中國。而事後，當局迅速冷處理，各電視台停止播放此廣告。
4. 部分人群于24小时营业麦当劳过夜：2006年，24小时营业麦当劳常會吸引大量流浪者或於附近沒有居所者前来过夜[11]。此举在中国受到好评[12]，也有人表示因为害怕流浪者而将不会光临深夜麦当劳店，但目前未有證據顯示麥當勞有大量「流浪漢」；晩上光顧多為年輕人、下班白領。在中国，除因错过末班车等特殊情况而短暂逗留者，更常见有大学生在麦当劳通宵自习，还有旅费紧张的游客选择在麦当劳临时过夜。
5. 部分考生将麦当劳作为免费自习室：每到期末复习期间，在高校周边开设的麦当劳常常坐满通宵备考的学生。由于中国高校很少开设通宵自习室，有通宵自习室的学校也因开放教室少，经常抢不到座位，学校周边的快餐店便成了学生们的免费自习室[13]。麥當勞另一功能類似星巴克，是保險經紀約會客人討論人壽保險公眾場所，此些現象又被稱為麥難民。
6. 使用过期芝士片和甜品：2012年3月15日，中央电视台播出此年度的3·15晚会，其中声称部分麦当劳餐厅会将已经变质的芝士片原料用于制作早餐汉堡，以及将快到期甜品派更换包装并修改到期时间，将保质期向后延长一个小时。随后，麦当劳中国通過官方微博向每位消费者公开道歉。此外晚会当天，麦当劳公司给记者发送一封回应邮件，内容如下："对于中央电视台3·15晚会所报道的北京麦当劳三里屯餐厅不遵循麦当劳营运标准违规操作的情况，麦当劳中国对此表示非常重视。我们将就这一个别事件立即进行认真调查，并坚决严肃处理，以实际行动向消费者表示歉意"。事发餐厅暂停营业并整顿，同时全国各餐厅统一进行调查[14]。
7. 使用上海福喜過期的肉類製品：2014年，上海福喜食品被揭供應過期劣質肉類，波及中港台和日本多間連鎖餐廳和店舖。麦当劳公司最初稱沒有使用過期產品。但被網民和相關人士發現產品盒上的標籤才公开承认曾使用過期劣質肉類，引起舆论哗然[15][16]。7月20日，据东方卫视晚间新闻报道，中国上海地区麦当劳肉类供应商上海福喜食品有限公司存在大量采用过期变质肉类原料的行为。上海食药监部门已经要求上海所有麦当劳问题产品全部下架。[17]麥當劳部份分店需暫停豬肉，雞肉，牛肉類食品，只剩下魚柳、薯條等食品供應[18]。7月28日，受福喜事件影响最大的麦当劳中国公司，声明表示，与福喜中国所有工厂暂时断绝关系。而就在此前，麦当劳还表示将采购福喜上海以外工厂的产品。麦当劳28日称：“我们注意到,外界对我们使用福喜的产品存在担忧。在倾听了大家的声音之后,从7月25日(上周五)起,麦当劳已在全国餐厅全面暂停使用所有福喜中国(包括其合资公司)的食品原料[19]。”
8. 取消粤语电话服务：2015年有網友撥打麥當勞4008517517外賣熱線時，發現提供粵語服務選擇消失，只提供普通話和英語服務，而當網友接入人工服務後使用粵語訂餐，但竟然被客服要求其只能使用普通話定餐，否則聽不懂。此消息在不同社交媒體轉發，引發不少廣州網民關注。
9. 以侮辱性文字谩骂顾客：2024年4月24日，江苏南通一消费者到麦当劳南通市崇川区和平桥店点餐，取餐时可乐饮料从杯盖与杯沿间流出并弄脏衣物。随后该消费者向服务员解决问题，要求退款。同日下午，该消费者收到退款到账通知，退款原因写有“顾客是傻x”的侮辱性文字，随后致电麦当劳中国服务热线投诉。不久后消费者接到店长电话，对方表示歉意，表示下次到店会补偿一份小食。26日，麦当劳苏州和南通区域负责人何女士到南通代表麦当劳官方正式向该消费者诚恳道歉。[20]
10. 使用过期食材：2024年5月，麦当劳郑州卓越农联餐厅和麦当劳济南大学餐厅被曝光有篡改食品保质期标签、使用过期食材、食物过保存期依旧售卖以及偷工减料等问题，郑州卓越农联餐厅还存在炸油品质超标的情况。5月13日，麦当劳中国表示已就此事配合监管部门调查[21]。

### 台灣
- 2009年，用於炸油棕櫚油，五分之一向南僑採購，另五分之四向國外採購。2009年6月，由行政院消費者保護委員會所屬之北縣消保官帶隊查驗各大速食連鎖店食用油之後，麥當勞也因公司政策“沒有換油期限”之故，造成其酸價數值過高、同時驗出丙烯醯胺及重金屬砷等致癌物殘留再次引起台灣社會震撼。2010年針對砷所引發的問題，台北縣板橋地檢署發現台北縣所委託化驗的台美公司只能驗出總砷量，無法區分是有機砷還是無機砷，台北縣府採樣方法也有錯誤，地檢署檢方最後以罪嫌不足簽結全案，但仍告誡業者，雖然本案不構成違法，並希望業者能更換該批濾油粉，加強保障消費者安全。[22]

- 2013年6月21日，台灣麥當勞的高雄右昌店，分店經理報警驅離唐氏症女子，引發社服團體高分貝譴責抗議，甚至被嗆要求撤出台灣市場[23]。6月23日，台灣公關部協理公開道歉，但被認為道歉層級太低不夠誠意。6月26日，台灣營運部副總裁公開道歉。

- 2014年10月3日，消基會公布在6－7月間抽查「市售塑膠包裝食品」，「吉事漢堡」驗出DEHP。[24]

- 2019年1月，台湾麦当劳在YouTube频道上上传了“滿福堡”广告，讲述三个考生吃了滿福堡，在考试中运气爆發、反败为胜。而在广告中，则出现了一个约两秒的准考证镜头，其中考生“国籍”一栏填写的为“台湾”，引起中国大陆网民强烈不满。1月19日，麦当劳中国大陆官方微博就此事发布致歉声明。[25]台灣麥當勞回應，影片主要希望為考生紓壓，同時透過滿福堡「吃滿福，保好運」的意涵，為考生加油。[26]

- 2023年5月，台灣麥當勞的重慶北路一段分店之李姓襄理，涉嫌以職權之便多次性侵一名17歲女性工讀生得逞，導致該工讀生於2024年11月輕生身亡。雖然台灣麥當勞總部事後聲稱，已經撤職、永不錄用已經犯下性侵罪行與導致女性工讀生輕生之重慶北路一段分店之李姓襄理，但仍然難平息大眾質疑聲浪。[27]

### 日本
1. 2007年11月27日，麥當勞在東京都的四家加盟店被揭發，約從兩年前開始，以改貼製造日期標籤的方式竄改生菜沙拉製造日期，並在隔天繼續販售這些生菜沙拉。同日，日本麥當勞社長原田泳幸在記者會上公開道歉。依據麥當勞內部規定，生菜沙拉製作完成後12小時內，未售完者必須被全數銷毀。加盟店職員在日本麥當勞內部調查時，承認曾讓打工的員工改貼製造日期標籤，並承認其奶昔原料、番茄片、酸奶、雞蛋等食品也使用過期者[28][29][30]。
2. 2014年7月下旬，爆發上海福喜食品以過期肉製成雞塊等加工食品，當時的日本麥當勞部分分店也有從中國大陸進口該批雞塊等產品。根據日本麥當勞在2014年九月公布的財務報表，八月份的營業額比前年同期減少百分之廿五點一，幅度遠高於他們的預期；上周的年度財測，預估營業額從兩千五百億日圓下修至兩千兩百一十億日圓，營業損失九十四億。顯示日本民眾表現出無聲的抗議[31]。
3. 2015年1月3日，一名男子在麥當勞位於青森縣三澤市分店購買麥克雞塊中，在雞肉內發現類似塑膠片的異物。日本麥當勞表示出問題的麥克雞塊是在泰國的工廠生產製造，目前已經全面停賣同批出廠的雞塊[32]。
4. 2015年1月7日，麥當勞位於大阪的分店遭到投訴，在已經販售的薯條內發現人的牙齒，使得日本麥當勞董事長，再度出面鞠躬道歉[33]。